# サヌール
サヌール（Sanur）は、インドネシアバリ島屈指のビーチリゾート地のひとつ。行政的には、インドネシア共和国バリ州デンパサール市南区に属し、サヌールカジャ村（北部）、サヌール村、サヌールカウー村（西部）に分かれる。サヌール海岸の目前に見えるヌサペニダ島はダイビングに良好なスポットや海亀の産卵地として知られる。ングラライ国際空港より車で30分の距離にある。
古くからバリ島のカースト最高位のブラフマナ階級の人が多く住んでいる。1930年代には、この地で絵を描く為、ル・メイヨール、ドナルド・フレンドらの芸術家が訪れた。彼はバリの文化からヒントをもらい、またバリ島の芸術家に西洋絵画を教えた。以上のような要素からサヌールは高級リゾートとして発展していった。
太平洋戦争における日本軍の南方進出に際しては、ジャワ島攻略の足がかりとして1942年2月19日にバリ島のオランダ軍飛行場占領が行われたが、サヌール海岸は日本軍の上陸地点となった。オランダ軍の反攻による上陸地点もサヌール海岸であり、付近の海域には海戦による沈没船もある。
1966年に日本の戦争賠償金によりバリ島で最初の5つ星ホテルであるバリビーチホテル（現ザグランドバリビーチ）がこの地に建てられた。また、メディナバリやバリハイアットなどのホテルがある。

## 関連事項
- ジャワ沖海戦
- バリ島沖海戦
- 日本の戦争賠償と戦後補償